# Улайя бінт аль-Магді
Улайя бінт аль-Магді (араб. عُلَيّة بنت المهدي, кириліз.: Улайя бінт аль-Махді, 777—825) — аббасидська принцеса, відома своєю спадщиною як поетеса і музикантка.

## Життєпис
Улайя була однією з доньок третього аббасидського халіфа аль-Магді (бл. 775-85), який правив з 775 до своєї смерті у 785 році і був відомий тим, що сприяв розвитку поезії та музики у своїй державі. Її мати була співачкою (кайною) і наложницею-рабинею аббасидського гарему на ім'я Макнуна (сама вона була джарією якоїсь аль-Марванії). Макнуна була співачкою. Вона належала аль-Марванії. Аль-Магді, ще будучи принцом, купив її за 100 000 срібних дирхемів. Вона здобула таку прихильність принца, що аль-Хайзуран (дружина аль-Магді) говорила: «Жодна інша жінка не ускладнювала мого становища так сильно».
Схоже, що її батько помер рано в її житті, Улайю виховував її зведений брат Гарун ар-Рашид (р. 786—809).
Улайя була принцесою і, як і її зведений брат Ібрагім ібн аль-Магді (779—839), відомою музиканткою і поетесою. Стверджують, що вона перевершила свого брата в майстерності, і хоча «не єдина відома принцеса, яка складала вірші та пісні», проте «найобдарованіша». «Більшість її поезії складається з коротких творів, призначених для співу; у стилі мудат вона оспівує кохання, дружбу та тугу за домом, але також містить похвалу Гаруну, халіфу, оспівування вина та гострі випади на адресу ворогів».
Основним джерелом про життя Улайї є «Кітаб аль-агані» Абу ль-Фарадж аль-Ісфагані Х ст. Цей твір та інші джерела змальовують Улайю як освічену жінку, яка легко трималася у придворному товаристві, але, як правило, уникала надто помітної ролі у суспільному житті. Вона була заможною і, очевидно, володіла рабинями, а також мала інтимні стосунки зі своїми могутніми братами; хоча є мало свідчень про її спілкування з релігійними вченими, «різні звіти в „Тараджімі“ Улайї згадують про її побожність і дотримання ритуальних обов'язків»:66–68, 74.
Подібно до інших вільних арабських жінок, відомих своїми музичними здібностями, Улайя бінт аль-Магді виступала лише в приватному сімейному колі, щоб уникнути будь-якої потенційної непристойності, наприклад, порівняння з рабинями-кіян, джаваріс або муганіят, але її називали кайна як данину її музичним здібностям. Одного разу вона заспівала дуетом зі своїм братом Ібрагімом ібн аль-Магді. Вона також написала любовні вірші для своєї невістки Зубайди бінт Джафар, які нібито виконували 2000 рабинь-співачок для її брата Гаруна ар-Рашида.
Її чоловік Муса помер раніше за неї. Наводяться різні дати смерті Муси, включаючи 799 (у віці 55 років), 803 і 805. Улайя проводить своє життя, ставши вдовою, зі своїми братами та племінниками. Улайя померла у 824 або 825 роках.

## Родина

### Брати і сестри
Улайя була пов'язана з домом Аббасидів як за походженням, так і через шлюб, як і всі інші принцеси Аббасидів. Вона була сучасницею і родичкою кількох аббасидських халіфів, принців і принцес.
| №  | Аббасиди                | Зв'язок        |
| -- | ----------------------- | -------------- |
| 1  | Муса аль-Гаді           | Зведений брат  |
| 2  | Гарун ар-Рашид          | Зведений брат  |
| 3  | Аббаса бінт аль-Магді   | Зведена сестра |
| 4  | Убайдалла ібн аль-Магді | Зведений брат  |
| 5  | Алі ібн аль-Магді       | Зведений брат  |
| 6  | Алія бінт аль-Магді     | Зведена сестра |
| 7  | Мансур ібн аль-Магді    | Зведений брат  |
| 8  | Абдалла ібн аль-Магді   | Зведений брат  |
| 9  | Ібрагім ібн аль-Магді   | Зведений брат  |
| 10 | Банука бінт аль-Магді   | Зведена сестра |
| 11 | Іса ібн аль-Магді       | Зведений брат  |

### Шлюб
Улайя взяла шлюб із Мусою ібн Ісою, видатного члена молодшої гілки династії Аббасидів. Він мав тривалі родинні зв'язки з династією Аббасидів, будучи двоюрідним племінником її перших двох халіфів Абу-ль-Аббаса ас-Саффаха (r. 750—754) і Абу Джафара аль-Мансура (r. 754—775).

## Поезія
Прикладом поезії Улайї є:
Я стримувала ім'я мого коханого і продовжувала повторювати його про себе.

О, як я прагну порожнього простору, щоб вигукнути ім'я, яке я люблю.

### Легенди про її поезію
Улайя була одружена з аббасидським принцом, але «збереглися її любовні вірші, адресовані двом рабам». Один із найвідоміших анекдотів про неї стосується її стосунків із членом палацового персоналу аль-Рашида, хадімом на ім'я Талл, з яким вона листувалася у віршах. Коли аль-Рашид забороняє їй вимовляти його ім'я, вона дотримується цього наказу до букви, навіть якщо це заважає їй вимовити рядок «Сури аль-Бакара», в якому зустрічається термін «ṭall». Коли халіф дізнається про це, він вражений і підносить їй усе як подарунок. У цьому випадку її благочестя стає засобом отримання цілком мирської винагороди.:77

### Переклади англійською мовою
- al-Ṣūlī, Abū Bakr, Ash‘ār awlād al-khulafā’ wa-akhbāruhum, ed. by James Heyworth-Dunne, 3rd ed. (Beirut: Dār al-Masīra, 1401/1982), pp. 64–76.